# 佩里維爾 (馬里蘭州)
佩里維爾（英語：Perryville）是一個位於美國馬里蘭州塞西爾縣的市鎮。

## 人口
根據2020年美國人口普查的數據，佩里維爾的面積為8.28平方千米，當中陸地面積為8.26平方千米，而水域面積為0.02平方千米。當地共有人口4391人，而人口密度為每平方千米530人。